# Aretino Records
Aretino Records, kurz Aretino, war ein Musiklabel in den Vereinigten Staaten mit Sitz in Chicago, das 1907 von Arthur J. O’Neill gegründet wurde und im Jahr 1914 seine Tätigkeit einstellte. Die zur O'Neill-James Company gehörende Firma vertrieb zur damaligen Zeit unübliche, nicht der gängigen Norm entsprechende Schellackplatten, die nur zu den eigens dafür entwickelten Grammophonen passten. 

## Aretino-Schellackplatten

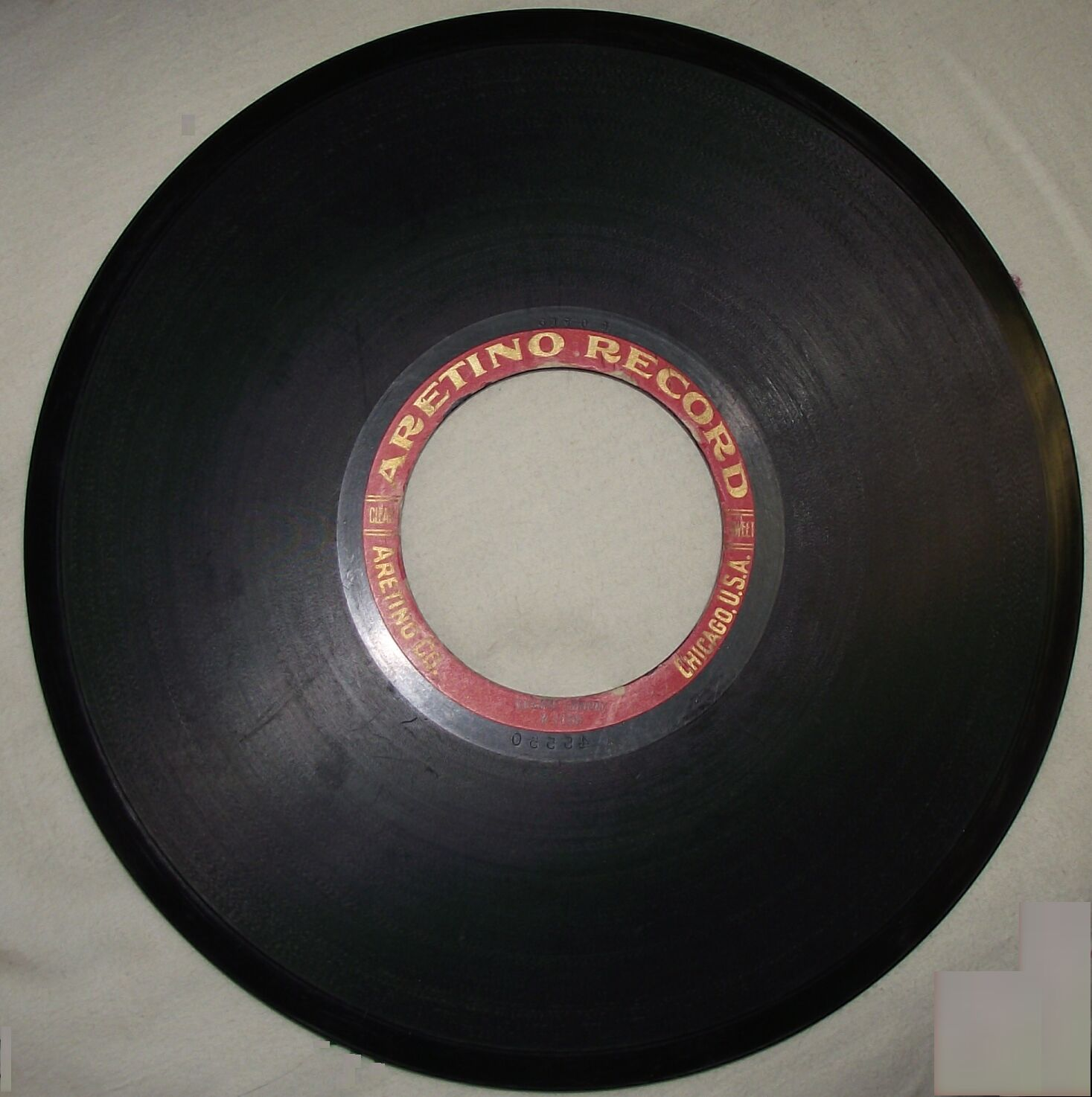
Aretino-Schellackplatte mit 3 Zoll Mittelloch.

Die Schellackplatten Aretinos besaßen im Gegensatz zu den handelsüblichen Tonträgern ein drei Zoll großes Mittelloch umgeben von einem etwa ein Zoll breiten roten Label, passend zu den Grammophonen, die, beruhend auf einem Patent von Arthur J. O’Neill, zum einen von der Columbia Graphophone Company, zum anderen von der Hawthorne and Sheble Manufacturing Company hergestellt wurden.
Hierbei handelt es sich um eine von Arthur J. O’Neill entwickelte Kuriosität, mit dem Ziel, die Kundenbindung an die Marke Aretino zu fördern. Zur Sicherstellung der Kompatibilität zu anderen Grammophonherstellern bestand des Weiteren die Möglichkeit einen Mittellochadapter zu erwerben, mit dem Aretino Schellackplatten auf jedem handelsüblichen Grammophon abgespielt werden konnten. Die 10 Zoll und wenigen 12 Zoll Schellackplatten beinhalteten keine eigenen Aufnahmen. Diese wurden anfänglich, bis ins Jahr 1909 von Leeds & Catlin sowie Hawthorne and Sheble später kurzzeitig von Zonophone bezogen und umetikettiert zum Kauf angeboten. Nach Rechtsstreitigkeiten im Jahre 1909 etablierte sich die Columbia Phonograph Company als Lieferant von Aufnahmen, gekennzeichnet als D-Serie, die nicht auf den Standardaufnahmen der A-Serie Columbias basierten. Letztendlich stellte Aretino im Jahre 1914 seine geschäftlichen Tätigkeiten ein.

## Rechtsstreitigkeiten
1909 verklagte die Columbia Phonograph Company die Universal Talking Machine Company unter anderem dahingehend, die Lieferung von Schallplatten an Aretino und die O'Neill-James Company sowie weitere Firmen zu unterlassen, deren Sprechmaschinen grundlegende Patente hinsichtlich der horizontalen abspielbaren Schellackplatten verletzten (Columbia Phonograph Company vs. Universal Talking Machine Company, U. S. District Court).

## Musiker (Auswahl)
Caroline Kendrick, Ada Jones, Billy Murray, Frank C. Stanley, Vess L. Ossman, George P. Watson, Columbia Orchestra, Charles P. Lowe, Edward Rubsam, Billy Golden, Bob Roberts, Arthur Collins, Byron G. Harlan, Pietro Deiro.